# Enoil-CoA hidratasa
La enoil-CoA hidratasa (ECH) o crotonasa es una enzima que hidrata el doble enlace entre el segundo y el tercer carbono en 2-trans/cis-enoil-CoA:
La ECH es esencial para metabolizar los ácidos grasos en la Beta oxidación y producción tanto de acetil-CoA como de energía en forma de ATP.
La ECH en ratas es una proteína hexamérica (igual que la humana, aunque este rasgo no es universal), lo que explica la gran eficiencia de esta enzima ya que tiene 6 sitios activos. La enzima permite a los animales metabolizar los ácidos grasos y convertirlos en energía muy rápidamente. De hecho, esta enzima es tan eficiente que la velocidad de los ácidos grasos de cadena corta es equivalente en velocidad a la de las reacciones controladas por difusión.

## Metabolismo

### Metabolismo ácido graso
La ECH cataliza el segundo paso (hidratación) en la descomposición de los ácidos grasos, proceso conocido como β-oxidación. El metabolismo de los ácidos grasos es la forma en que las células animales convierten las grasas de la dieta en energía. Las grasas en los alimentos generalmente se encuentran en forma de triglicéridos . Estos deben descomponerse para que las grasas pasen del intestino al cuerpo humano. Cuando esto sucede, se liberan tres ácidos grasos.

## Mecanismo
La ECH se usa en la β-oxidación para agregar un grupo hidroxilo y un protón al carbono β insaturado en un acil graso CoA. La enzima ECH proporciona dos residuos de glutamato que actúan como ácido catalítico y como una base. Los dos aminoácidos mantienen una molécula de agua en su lugar, lo que le permite atacar en una adición sin a un acil-CoA insaturado α-β en el carbono β. El carbono α luego toma otro protón, que completa la formación de la beta-hidroxiacil-CoA.
También se sabe partiendo de datos experimentales que ninguna otra fuente de protones reside en el sitio activo de la enzima. El protón que agarra el carbono α proviene del agua que acaba de atacar al carbono β. Esto implica que el grupo hidroxilo y el protón del agua se agregan desde el mismo lado del doble enlace, una adición sin. Esto permite que la ECH produzca un estereoisómero S a partir de 2-trans-enoil-CoA y un estereoisómero R a partir de 2-cis-enoil-CoA. Esto es posible gracias a los dos residuos de glutamato que mantienen el agua en una posición directamente adyacente al doble enlace insaturado α-β. Esta configuración requiere que el sitio activo de ECH sea extremadamente rígido, para retener así el agua en una configuración muy específica con respecto al acil-CoA. Los datos que justifican un mecanismo para esta reacción no son concluyentes, en cuanto a si esta reacción es concertada o si ocurre en pasos consecutivos. Si ocurre en pasos consecutivos, el reactivo intermedio es idéntico al que se generaría a partir de una reacción de eliminación de E1cB .
La enzima ECH es mecánicamente similar a la fumarasa .